# Сідар-Пойнт (Іллінойс)
Сідар-Пойнт (англ. Cedar Point) — селище (англ. village) в США, в окрузі Ла-Салл штату Іллінойс. Населення — 266 осіб (2020).

## Географія
Сідар-Пойнт розташований за координатами 41°15′54″ пн. ш. 89°7′34″ зх. д. / 41.26500° пн. ш. 89.12611° зх. д. (41.265110, -89.126016).  За даними Бюро перепису населення США в 2010 році селище мало площу 2,64 км², уся площа — суходіл.

## Демографія
Згідно з переписом 2010 року, у селищі мешкало 277 осіб у 125 домогосподарствах у складі 73 родин. Густота населення становила 105 осіб/км².  Було 137 помешкань (52/км²).
Расовий склад населення:
| - 93,1 % — білих - 1,8 % — корінних американців - 2,5 % — осіб інших рас |

До двох чи більше рас належало 2,5 %. Частка іспаномовних становила 6,5 % від усіх жителів.
За віковим діапазоном населення розподілялося таким чином: 23,8 % — особи молодші 18 років, 57,4 % — особи у віці 18—64 років, 18,8 % — особи у віці 65 років та старші. Медіана віку мешканця становила 40,5 року. На 100 осіб жіночої статі у селищі припадало 89,7 чоловіків;  на 100 жінок у віці від 18 років та старших — 99,1 чоловіків також старших 18 років.
Середній дохід на одне домашнє господарство  становив 79 124 долари США (медіана — 62 500), а середній дохід на одну сім'ю — 91 540 доларів (медіана — 62 500). Медіана доходів становила 40 625 доларів для чоловіків та 28 333 долари для жінок. За межею бідності перебувало 10,1 % осіб, у тому числі 12,3 % дітей у віці до 18 років та 13,9 % осіб у віці 65 років та старших.
Цивільне працевлаштоване населення становило 169 осіб. Основні галузі зайнятості: роздрібна торгівля — 21,3 %, освіта, охорона здоров'я та соціальна допомога — 16,0 %, будівництво — 13,6 %, мистецтво, розваги та відпочинок — 13,0 %.